# 洛尔米内尔瓦
洛尔米内尔瓦（法語：Laure-Minervois）是法国奥德省的一个市镇，位于该省中北部，属于卡尔卡松区。该市镇2009年时的人口为1,055人。

## 人口
洛尔米内尔瓦人口变化图示
| 数据来源：INSEE |